# Baden (Morbihan)
Baden en idioma francés y en bretón, es una localidad y comuna francesa en la región administrativa de Bretaña, en el departamento de Morbihan. 
Sus habitantes reciben el gentilicio en idioma francés de Badenois y Badenoises.

## Demografía
| 2 063 | 2 063 | 2 288 | 2 534 | 2 644 | 2 652 | 2 739 | 2 652 | 2 811 | 2 675 | 2 633 | 2 639 | 2 676 | 2 733 | 2 775 | 2 779 | 2 716 | 2 727 | 2 765 | 2 870 | 2 848 | 2 145 | 2 095 | 1 982 | 1 960 | 1 896 | 1 869 | 1 844 | 1 957 | 2 369 | 2 844 | 3 360 | 4 038 |
| Para los censos de 1962 a 1999 la población legal corresponde a la población sin duplicidades (Fuente: INSEE [Consultar]) |       |       |       |       |       |       |       |       |       |       |       |       |       |       |       |       |       |       |       |       |       |       |       |       |       |       |       |       |       |       |       |       |

## Lugares de interés
- Base naval

## Personalidades ligadas a la comuna
- Joseph Le Brix, célebre aviador

## Hermanamientos
Weilheim en Alemania desde 1992